# Jagdgeschwader 135
Das Jagdgeschwader 135 war ein Verband der Luftwaffe der Wehrmacht vor dem Zweiten Weltkrieg.

## Geschichte
Die I. Gruppe des Jagdgeschwaders 135 bildete sich am 1. April 1937 in Bad Aibling. (Lage) Am 1. Juli 1938 erfolgte die Aufstellung der II. Gruppe, ebenfalls in Bad Aibling. Ein Geschwaderstab oder weitere Gruppen existierten nicht. Das Geschwader war anfangs mit der Heinkel He 51 und später mit der Arado Ar 68 und der Messerschmitt Bf 109D ausgestattet.
In der Zeit seines Bestehens nahm es ab dem 12. März 1938 am Anschluss Österreichs teil. Am 1. November 1938 firmierte die I. Gruppe in die I. Gruppe des Jagdgeschwaders 233 und die II. Gruppe in die II. Gruppe des Jagdgeschwaders 333 um. Damit hatte das Geschwader aufgehört zu bestehen.

## Gruppenkommandeure

### I. Gruppe
- Major Max-Josef Ibel, 1. April 1937 bis 1. November 1938[3]

### II. Gruppe
- Major Rudolf Stoltenhoff, 1. Juli 1938 bis 1. November 1938[4]

## Bekannte Geschwaderangehörige
- Franz Eckerle (1912–1942), war ein deutscher Kunstflieger
- Max-Josef Ibel (1896–1981), war von 1957 bis 1961, als Brigadegeneral der Luftwaffe der Bundeswehr, Kommandeur der 1. Luftverteidigungs-Division
- Josef Priller (1915–1961), war ein deutscher Brauer